# Tostedt
Tostedt is een gemeente in de Duitse deelstaat Nedersaksen. De gemeente maakt, als bestuurszetel, deel uit van de Samtgemeinde Tostedt in het Landkreis Harburg. Tostedt telt 13.856 inwoners.

## Indeling van de gemeente
- Tostedt zelf
- Todtglüsingen, een uitgestrekte wijk aan de noord- en oostkant van Tostedt met ruim 3.000 inwoners
- Langeloh en Neddernhof, twee gehuchten in het bos ten oosten van Todtglüsingen, beide bij het riviertje de Este gelegen
- Wüstenhöfen, een dorpje 2½ km ten noordwesten van Tostedt.

## Geografie, infrastructuur

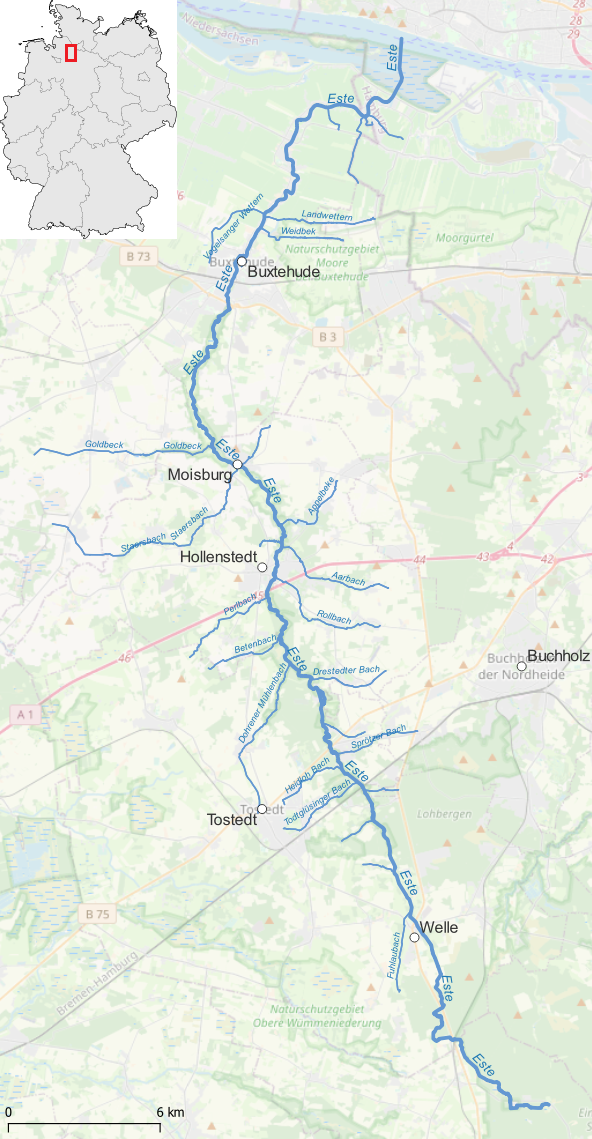
Stroomgebied van de Este
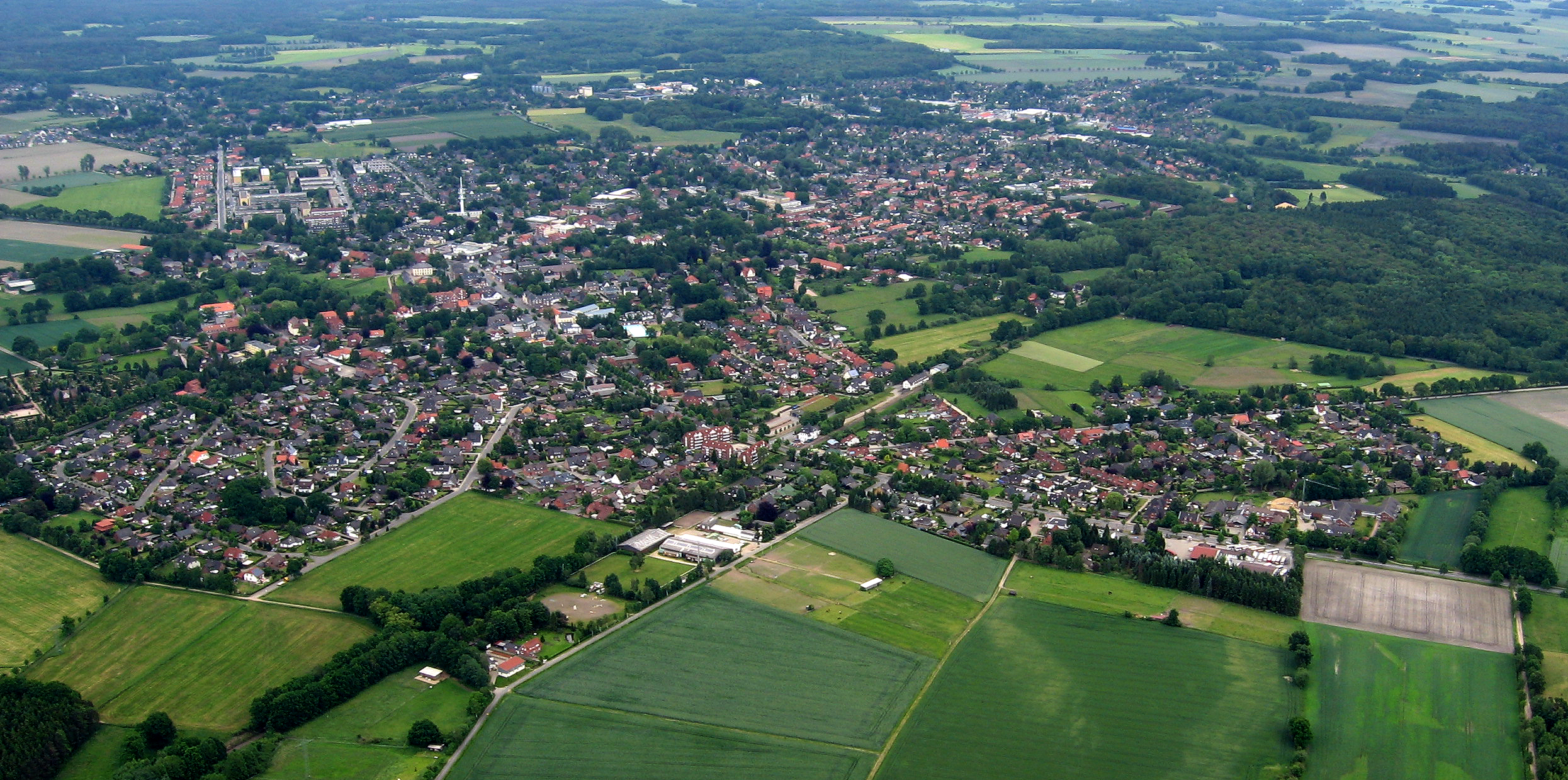
De plaats Tostedt
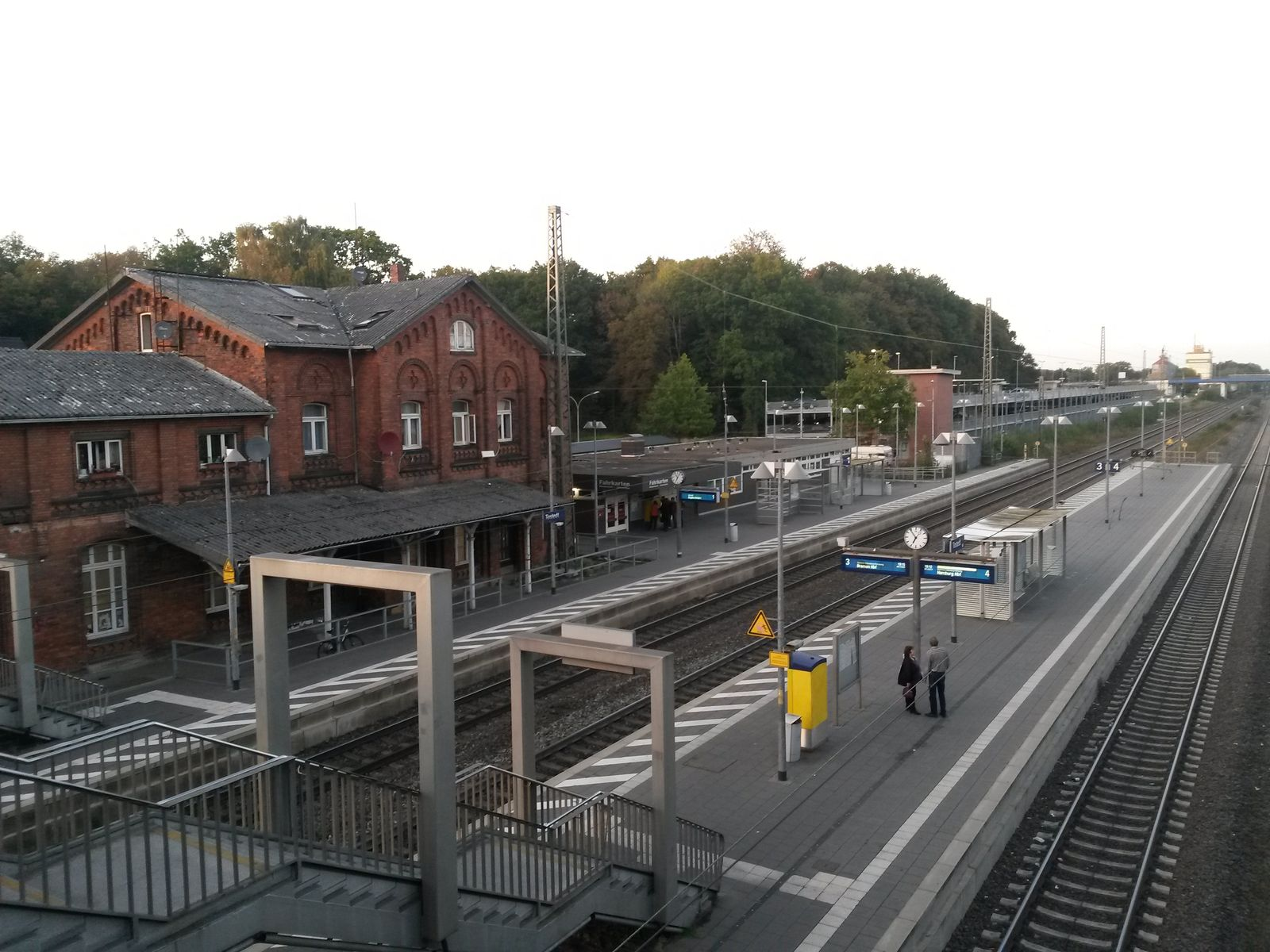
Station Tostedt

Het gebied ligt aan de noordwestkant van de toeristisch aantrekkelijke Lüneburger Heide. Door de gemeente Tostedt loopt een deel van de Este. Dit is een 62 km lange, linker zijrivier van de Elbe, die pas stroomafwaarts van Buxtehude bevaarbaar is.
Tostedt heeft sinds 1874 een station aan de spoorlijn van Hamburg-Harburg naar Rotenburg (Wümme), zie: Spoorlijn Wanne-Eickel - Hamburg. Op Station Tostedt, het belangrijkste station in de Samtgemeinde Tostedt, takt nog een goederenspoorlijn naar Zeven af.
Door de westelijke wijken van Tostedt loopt de Bundesstraße 75, die eveneens van noordoost naar zuidwest Hamburg-Harburg en Rotenburg (Wümme) met elkaar verbindt.
Door Neddernhof loopt de 4 km lange provinciale weg van Todtglüsingen naar de B3.
Andere, beide ongeveer 9 km lange, provinciale wegen lopen van Tostedt noordwestwaarts via Wüstenhöfen en Heidenau naar afrit 46 van de Autobahn A1, respectievelijk noordwaarts via Dohren naar afrit 45 van deze Autobahn.
Een andere hoofdverkeersweg is de Bundesstraße 3, die van noord naar zuid loopt van de westelijke voorsteden van Hamburg, o.a. oostelijk langs Langeloh en Neddernhof, en Schneverdingen, naar Celle.

## Economie

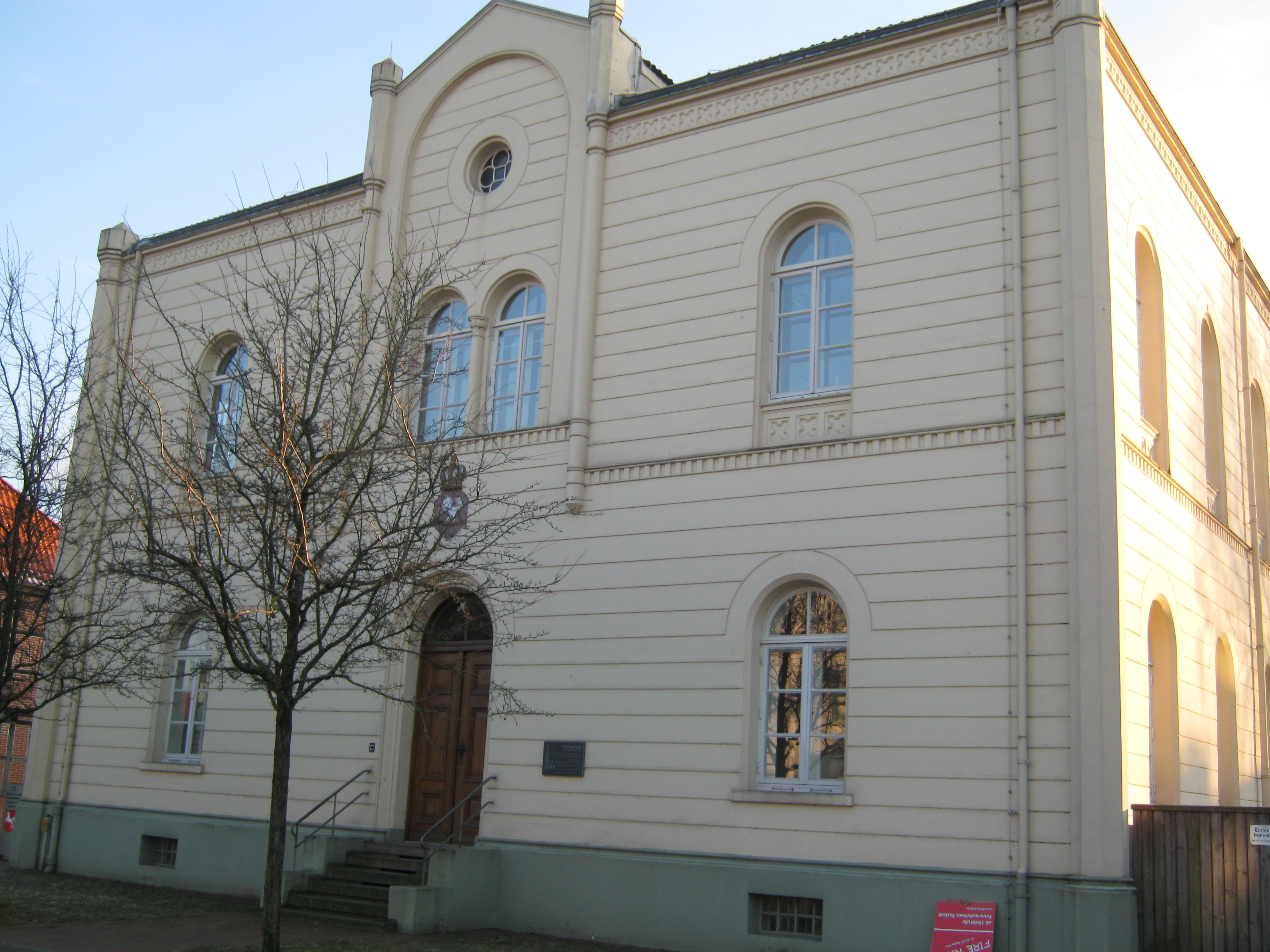
Amtsgericht Tostedt

Aan de B75 ligt een uitgestrekt bedrijventerrein aan de rand van Tostedt en Todtglüsingen. Hier bevindt zich de hoofdvestiging van een onderneming van meer dan regionaal belang. Dit is Friedrich Vorwerk Group SE, een fabrikante van pijpleidingen en van onderdelen van gas-, waterstof- en elektriciteitscentrales. Een belangrijk dochterbedrijf hiervan is Bohlen & Doyen (aannemersbedrijf) te Wiesmoor. Een tweede bedrijventerrein, bij het station van Tostedt, huisvest vooral supermarkten, doe-het-zelf-zaken, garages enz.
De gemeente is een klein regionaal bestuurscentrum, met o.a. een Amtsgericht. De fraaie ligging, dicht bij de Lüneburger Heide, heeft een bescheiden toerisme doen ontstaan.

## Geschiedenis
Het dorp Tostedt wordt in 1105 voor het eerst in een document vermeld. Het was ten minste vanaf 1625 een locatie van regionale rechtspraak, en in de 18e en 19e eeuw een niet onbelangrijk dorp, omdat er een halte van de postkoetsen was. Bij een gemeentelijke herindeling, medio 1972, werd het aangrenzende dorp Todtglüsingen  bij Tostedt gevoegd. Historische gebeurtenissen van meer dan plaatselijke betekenis zijn verder niet overgeleverd.
In de periode van ca. 2000 tot ca. 2011 was de vrouwen-tafeltennisafdeling van de plaatselijke sportclub MTV Tostedt een van de sterkste van geheel Duitsland, en er kwamen toen enkele speelsters van internationaal hoog niveau (Jing Tian-Zörner, Nadine Bollmeier, Oksana Fadejeva) voor uit.

## Bezienswaardigheden, toerisme

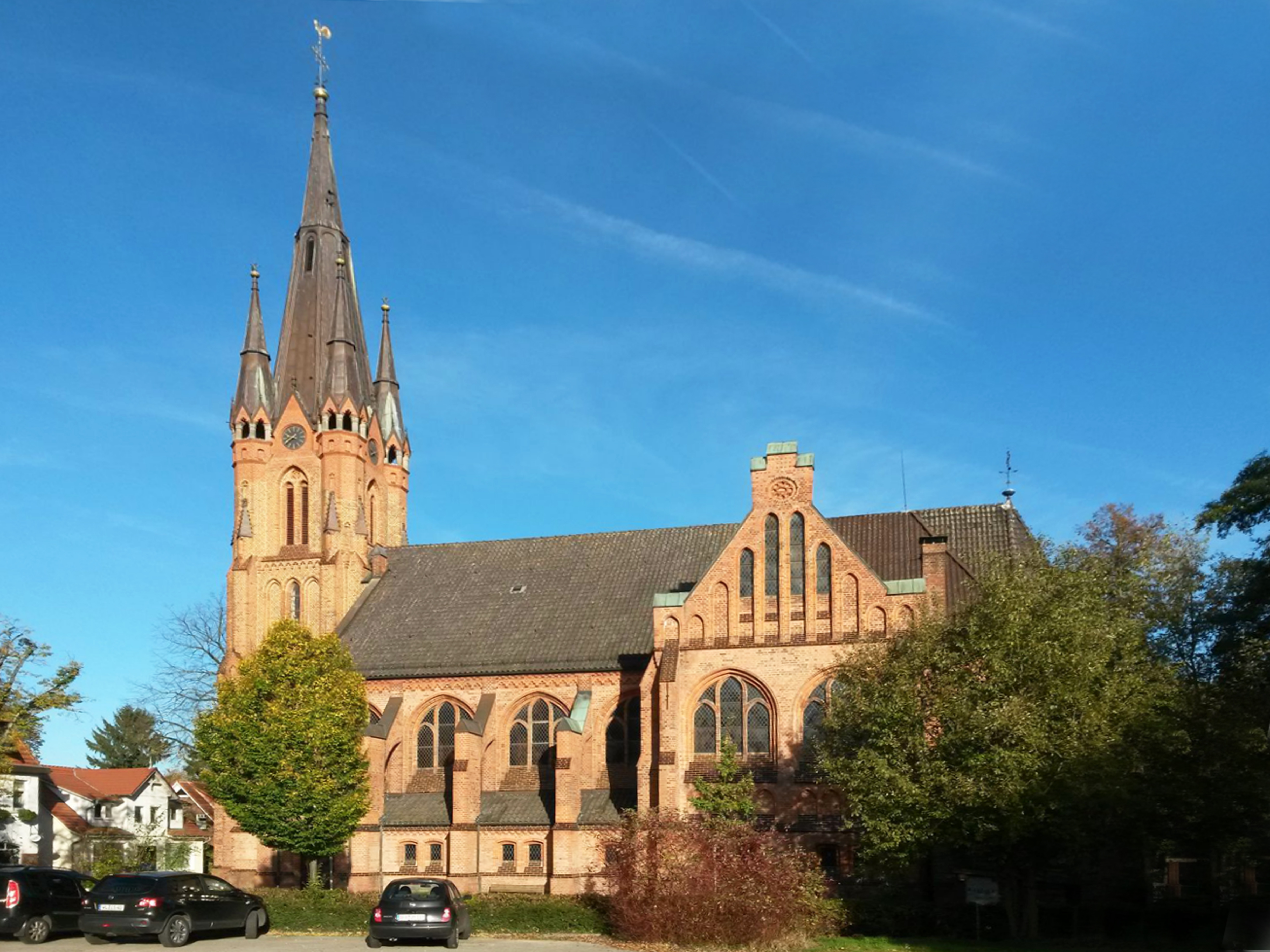
Evang.-lutherse Johanneskerk, Tostedt
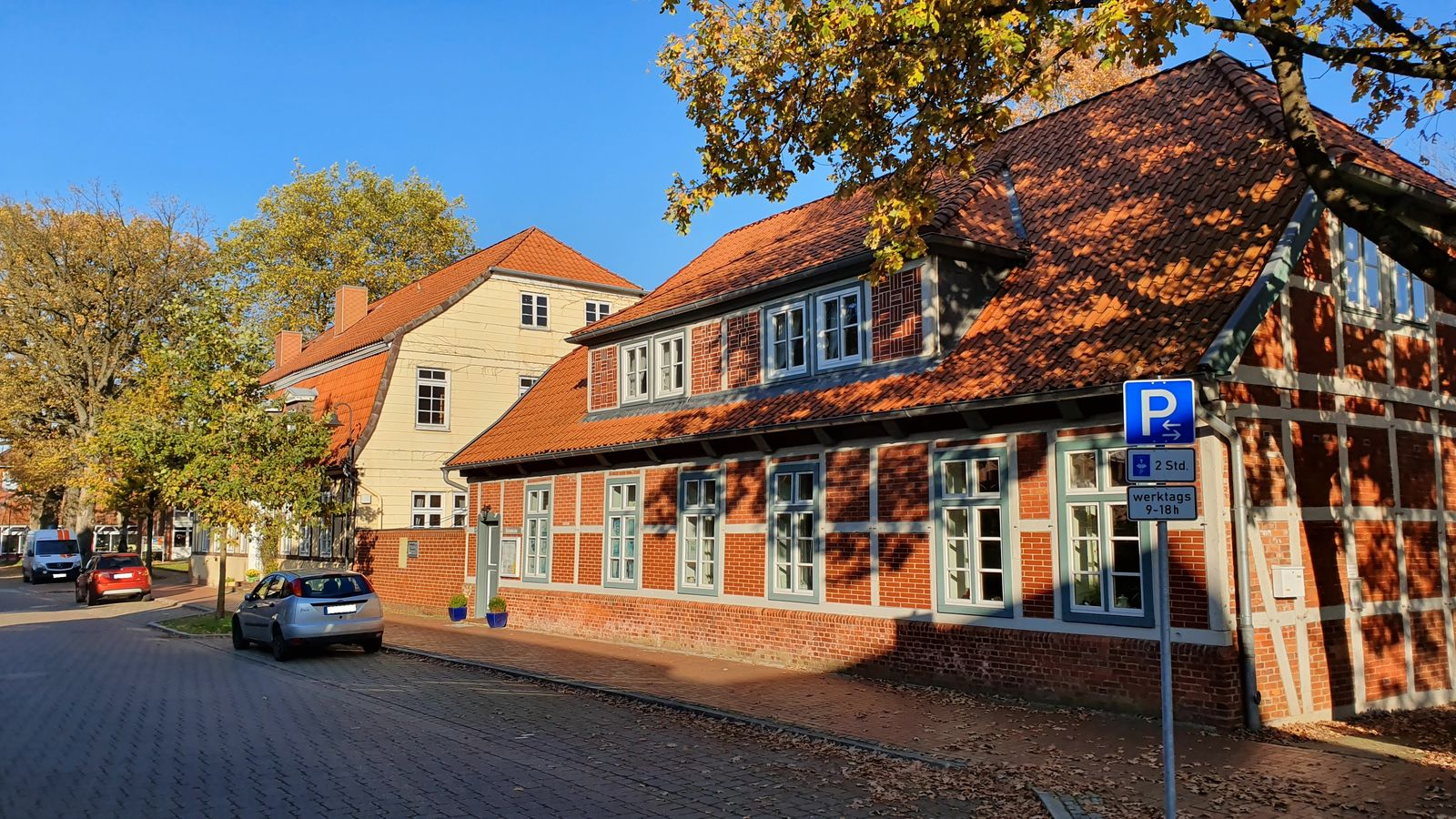
De voormalige pastorie, naast deze kerk
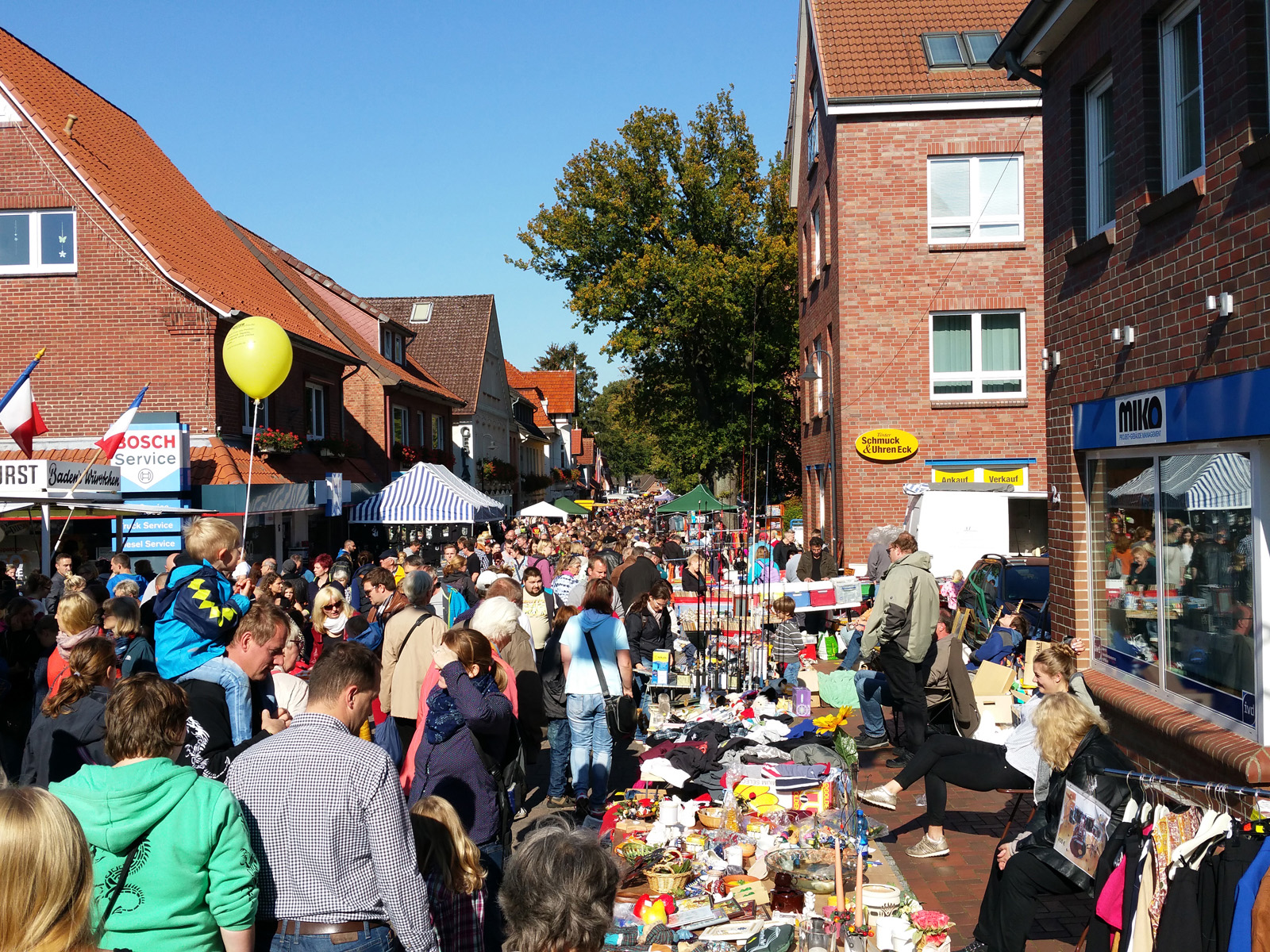
De jaarlijkse vlooienmarkt

- Langs de Este en haar talrijke zijbeken liggen enige natuurreservaten. Langs de Este, en deels door de gemeente, loopt een 65 km lange toeristische fietsroute langs de Este, de Este-Radweg.
- Jaarlijks, in september of oktober, vindt in het dorp een grote vlooienmarkt plaats, volgens de dorpelingen zelf een van de grootste van geheel Noord-Duitsland.
- De door Conrad Wilhelm Hase ontworpen evangelisch-lutherse Johanneskerk (1876–1880) is een monumentaal, neogotisch bouwwerk, met in het interieur een groot orgel en nog enige liturgische voorwerpen uit een oudere kerk, die voorheen op deze plek stond.

## Belangrijke personen in relatie tot de gemeente
- Karl Korsch (Tostedt, 15 augustus 1886 - Belmont, 21 oktober 1961), marxistisch denker